# Erik Benzelius den ældre
Erik Benzelius den ældre (16. december 1632 i Bentseby ved Luleå, hvorfra den berømte slægt tog sit navn - 17. februar 1709) var en svensk ærkebiskop, far til Erik, Jacob og Henrik Benzelius. 
Efter studier i Uppsala og på udenlandsrejser blev han 1665 professor ved Uppsala Universitet i historie og 1666 i teologi. 1687 blev han biskop i Strängnäs og 1700 ærkebisp i Uppsala. Af hans 13 børn blev 4 adlede; selv frabad den lærde og gudfrygtige mand sig adelsskab.
Benzelius deltog yderst virksomt i Karl XI’s reformarbejde med ny kirkelov, kirkehåndbog, katekismus og salmebog og især bibeloversættelse. Som religionslærer for kronprinsen forfattede han til brug for denne Breviarium historiæ ecclesiasticæ (1695), som siden i henved 100 år brugtes som lærebog.